# Marienloh

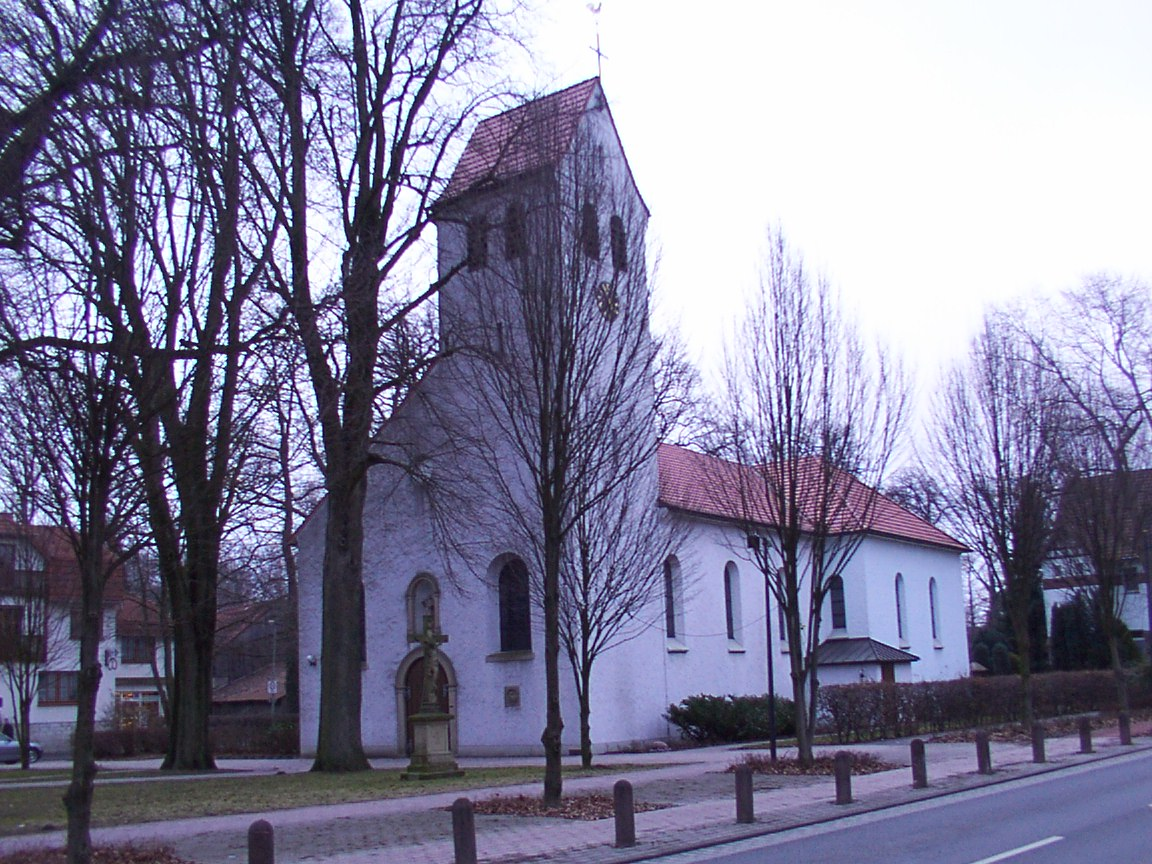
Vue de l'église catholique Saint-Joseph.

Marienloh est un ancien village devenu quartier de la ville de Paderborn en  Rhénanie-du-Nord-Westphalie qui comprenait 2 942 habitants au 30 juin 2008.

## Géographie
Marienloh se situe au nord-est de Paderborn, entre la ville-même et Bad Lippspringe.

## Histoire
Il y avait d'abord un village nommé Bendeslohe qui appartint ensuite à l'abbaye de Paderborn. Celle-ci perd son immédiateté d'Empire, lorsque la région est prise par le royaume de Prusse en 1802. Paderborn et Marienloh font partie du royaume de Westphalie en 1807 et sont donnés à la Prusse après la chute de Napoléon. Marienloh entre alors dans la province prussienne de Westphalie.